# 金砖国家
金砖国家（英語：BRICS）為一個由新兴市场国家組成的國際組織，其創始會員國為巴西（Brazil）、俄罗斯（Russia）、印度（India）及中國（China）；2010年12月23日南非（South Africa）正式加入後稱金砖五国。2023年峰會後宣布擴充，邀請埃及、埃塞俄比亚、伊朗、阿拉伯联合酋长国、阿根廷及沙特阿拉伯成为金砖国家的正式成员；然而阿根廷於新總統哈維爾·米萊上台後撤回入會申請，沙特其後亦稱需時慎重考慮入會事宜故暫緩申請。2024年12月24日，俄罗斯宣布金砖国家伙伴国名单，包括印度尼西亚、马来西亚、泰国、白俄罗斯、玻利维亚、古巴、哈萨克斯坦、乌兹别克斯坦、乌干达成为金砖伙伴国。2025年1月6日，印度尼西亚成为金砖国家的正式成员。2025年1月17日，尼日利亚成为金砖伙伴国。2025年6月15日，越南成为金砖伙伴国。
金砖国家人口和国土面积在全球占有重要份额，是世界经济增长的主要动力之一。组织中国家的共同点为领土面积大、人口多、发展中国家以及被认为有一定甚至巨大的发展潜力。所以可以说在可见的未来裡，这个组织或者组织中某个或多个国家会一定程度上的影响甚至领导全球经济。

## 历史

### 金砖四国（2009年—2010年）

金砖四国

2001年，美国高盛公司首席经济师吉姆·奥尼尔首次提出“金砖四国”这一概念，來自這四個國家的英文國名開頭字母所组成的词，指巴西（Brazil）、俄罗斯（Russia）、印度（India）和中国（China），其发音同英文的“砖块”（brick）一词。
2003年，奥尼尔在一份题为《与“金砖四国”一起梦想》的研究报告中预测，到2050年，世界经济格局将重新洗牌，“金砖四国”将超越包括英国、法国、意大利、德国在内的西方发达国家，与美国、日本一起跻身全球新的六大经济体。高盛这份报告出台后，中国、印度、俄罗斯和巴西作为新兴市场国家的领头羊，受到世界广泛关注，“金砖四国”这一概念由此风靡全球。
另外，金磚四國的概念，有時也用來定義這四國在2002年所簽署關於貿易與合作的協定。實際上，由於高盛該份研究報告被廣為接受，金磚四國的概念被廣泛的用來定義這四個國家所組成的一個市場，甚至更一般的用來定義所有新興的工業國家。
最初“金砖四国”的国土面积占世界领土总面积的26%，人口占世界总人口的42%。根据国际货币基金组织的统计，2006年至2008年，金砖四国经济平价增产率为10.7%。随着四国经济快速增长，其国际影响力与日俱增。

### 金砖五国（2011年—2023年）

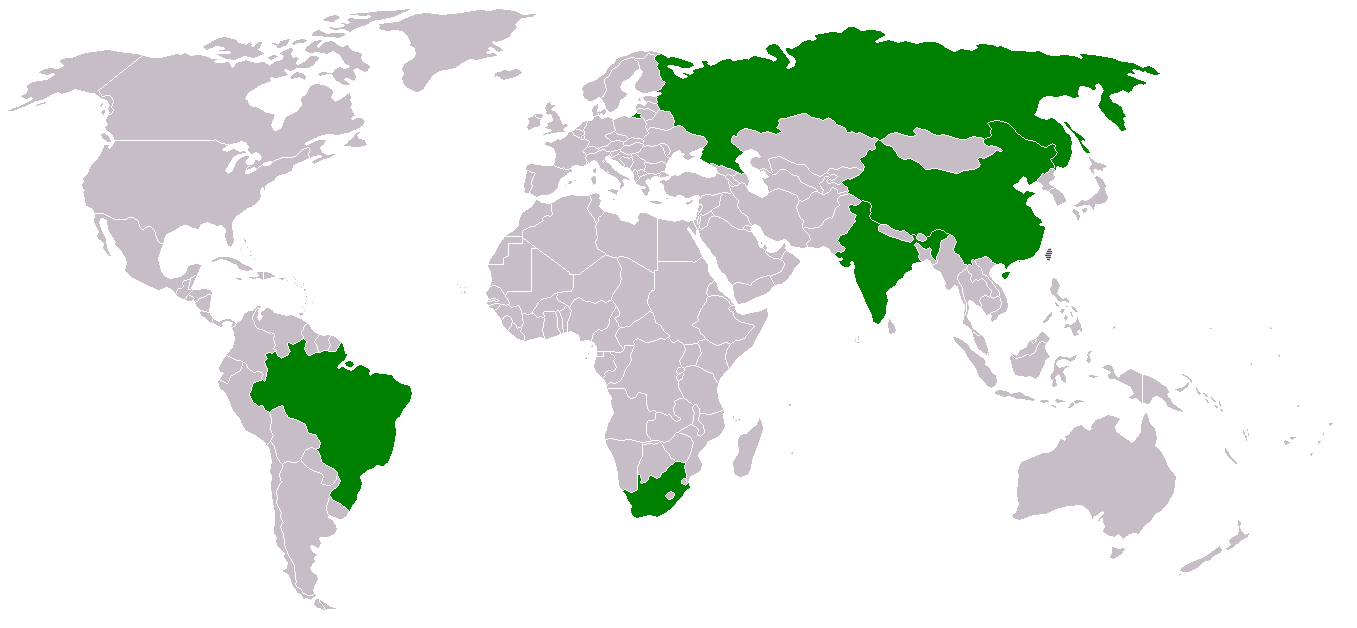
金砖五国

2010年12月23日，中国外交部长杨洁篪与南非国际关系与合作部长迈特·恩科阿纳─马沙巴内通电话时表示，中国与俄罗斯、印度、巴西一致商定，吸收南非（South Africa）作为正式成员加入该合作机制，合稱金磚五國，2011年1月1日正式生效。

### 金砖九国（2024年）
2023年8月24日，在2023年金砖国家峰会上，埃及、埃塞俄比亚、伊朗、阿联酋四方获接纳为金砖国家成员，2024年1月1日正式生效。這次擴張期望能提高新興市場的代表性，以及減低對美元的依賴。巴西總統於2023年8月甚至提出，金磚國家之間應該採用共同貨幣，以利跨國投資、貿易。
这份邀请名单原本包括阿根廷，但在2023年阿根廷大选之后，有报道称被提名为阿根廷外长候选人的戴安娜·蒙迪诺在俄罗斯卫星通讯社采访中表示“我们将停止与巴西和中国政府的合作”，同时声称阿根廷将不会加入金砖国家。而后续蒙迪诺在接受阿根廷TN新闻电视台采访时指出“他们说我们将与巴西和中国断绝关系。这些都是没有道理和逻辑的事情……”，为阿根廷与巴西和中国的关系作出了部分澄清，但没有提及金砖国家。12月1日，阿根廷当选总统哈维尔·米莱透过蒙迪诺表示确认暂不接受加入金砖的邀请，但保留日后重新考虑加入的权利。12月29日，米莱本人代表阿根廷政府，再次写信给金砖各成员国（包括新加入的4国）领导人确认阿根廷撤回加入申请。
2024年1月，沙特阿拉伯并未如期确认加入金砖国家机制，但表示仍在检视是否加入。 同年10月22日，在于俄羅斯喀山召開的高峰會上，沙烏地阿拉伯派遣了外長費瑟親王（Prince Faisal bin Farhan）代表國王出席。在普京主持的峰會現場，沙國旗幟與其他會員國並列，但在首腦團體合照期间，費瑟沒有上台。
2024年7月28日，马来西亚申请加入金砖国家合作机制。除此之外，在同年10月24日在俄罗斯喀山举办的金砖峰会上，还邀请阿尔及利亚、白俄罗斯、玻利维亚、古巴、印度尼西亚、哈萨克斯坦、尼日利亚、泰国、土耳其、乌干达、乌兹别克斯坦和越南作为金砖伙伴国。
2024年12月，俄罗斯总统助理乌沙科夫表示，印度尼西亚、马来西亚、泰国、白俄罗斯、玻利维亚、古巴、哈萨克斯坦、乌兹别克斯坦、乌干达将于2025年1月1日正式成为金砖伙伴国。

### 金砖十国（2025年—）

金砖十国

2025年1月6日，印度尼西亞正式加入組織。2025年1月17日尼日利亚正式成为金砖伙伴国。2025年6月15日越南正式成为金砖伙伴国。

## 研究報告

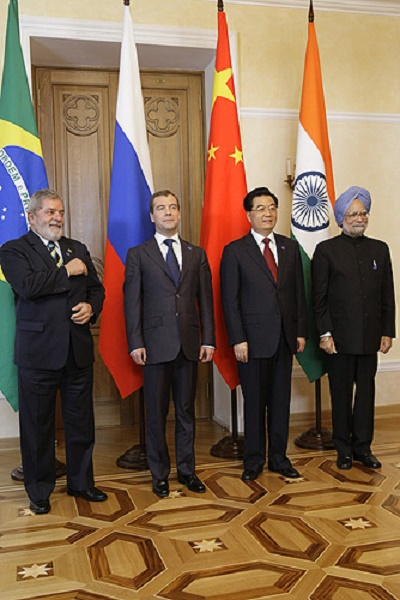
2009年四國領導人在叶卡捷琳堡出席第一次峰會

高盛的研究報告認為，印度、巴西、俄羅斯和中華人民共和國的經濟發展前景極好（截至2019年），四國將在2050年位列世界最強經濟體。這篇研究報告是由高盛的全球經濟學家吉姆·奧尼爾主持編寫的。报告认为，中華人民共和國在2041年超過美國從而成為世界最大經濟體，印度在2032年超過日本，成為世界第三大經濟體，巴西將於2025年取代意大利的經濟位置，並於2031年超越法國；俄羅斯將於2027年超過英國，2028年超越德國；如果不出意外的話，四國合計的GDP可能在2041年超過西方六大工業國（G7中除去加拿大），這樣，到2050年，世界經濟格局將會大洗牌，全球新的六大經濟體將變成中華人民共和國、美國、印度、日本、巴西和俄羅斯。無論從任何方面講，它們都將成為世界上最大的經濟實體。然而，必須指出的是，這四個國家，既不是像歐盟一樣的政治聯盟，又不是像東盟一樣的貿易聯盟。但是，這四個國家已經逐步開始開展政治合作，來加強其政治地位，比如影響聯合國的決定；或者通過政治合作協議，來迫使美國讓步。

### 《金磚四國之夢：通向2050之路》（2003年）
認為中華人民共和國、俄羅斯、巴西和印度已經或者正在改變自己的政治體制，以適應全球資本主義。高盛預測，中華人民共和國和印度分別將成為世界上最主要的製成品和服務提供者，其中中國盛產稀土，而巴西和俄羅斯相應的將成為世界上最主要的原材料提供者。鑒於巴西和俄羅斯可以為中華人民共和國和印度提供所需的原材料，合乎邏輯的預測表明，金磚四國將更加廣泛的合作。據預測，「金磚四國」將有能力組成強大經濟集團，從而取代現在八國集團的地位。巴西盛產大豆和鐵礦石，而俄羅斯有極為豐富且豐沛的石油和天然氣資源。
早在冷戰結束時或更早時期，組成「金磚四國」的各國政府就都開始了經濟和政治改革，以使他們進入世界經濟。為了競爭，這些國家曾同時強調了教育，引進外資，國內消費和國內產業的發展。研究認為，印度有潛力成為在未來的30至50年裡「金磚四國」中發展最快的國家。主要原因之一是印度和巴西的勞動年齡人口數量的下降將晚于俄罗斯和中華人民共和國。

### 後續報告（2004年）
繼其最初的2004年「金磚四國」研究報告後，高盛世界經濟小組又發佈了後續報告。這份新的報告將分析結果更推進了一步，並著重聚焦在這四國經濟的發展將給世界市場帶來的影響。報告估計，金砖四国在世界經濟增長中的份額將從2003年的20%增長到2025年的40%。同時，他們的經濟總量在世界經濟中的比重將從2004年的大約10%增至2025年的超過20%。而且，在2005年到2015年間，這些國家將有超過8億的人跨過$3,000的年收入門檻。據計算，在2025年這些國家將約有2億人的年收入超過$15,000。因此，市場需求的大回升將不僅僅影響必需品，也會影響到價格較高的品牌產品。報告指出，首先是中華人民共和國，然後在10年之後是印度，將超過美國成為世界最大的汽車市場。
儘管增長率結存果斷地活躍朝向金磚四國的經濟，高水準經濟地區個人財富程度會持續超越平均金磚四國水準。高盛證券估計到2025年八大工業國組織（G8）成員國地區的年收入會超過$35,000，反而只有2,400萬名金磚四國居民才有相同收入水準。報告強調指出印度能源的大型無效率，及引人注目地提及金磚四國在全球資本市場的極小代表權。過往矛盾凸顯金磚四國的龐大人口，而且使金磚四國的總財富相當容易使六國高峰會成員國地區失色，及同時令年收入會保持於當今工業國家基準之下。上述現象會持續影響全球市場；隨著跨國公司試圖從金磚四國的取得優勢，例如由金磚四國的龐大潛質市場生產廉價汽車及其他金磚四國居民負擔得起的產品，來替代昂貴的奢侈汽車品牌。

## 金砖峰會
2008年5月，“金砖四国”外长在俄罗斯叶卡捷琳堡举行会谈，並決定在国际舞台上进行全面合作。同年7月，“金砖四国”领导人在日本洞爷湖参加八国集团系列会议期间，曾举行会晤。9月，“金砖四国”外长在俄罗斯叶卡捷琳堡举行会议，就千年发展目标、南南合作、气候变化、能源及粮食安全等问题进行了讨论。11月，“金砖四国”财政部长在巴西圣保罗举行会议，呼吁改革国际金融体系，使之能够正确反映世界经济的新变化。
有观点认为金磚四國将形成一個“政治俱樂部”或“聯盟”，從而“把不斷增長的經濟力量，轉換為更大的地緣政治影響力”。南非開普敦大學教授Robert Schrire認為，金磚具有向西方表態不追隨其領導模式的象徵意義，但在經濟效益上仍有限。
|    | 日期                            | 主辦國 | 主辦國領導人 | 地點              | 備註 |
| -- | ------------------------------- | ------ | ------------ | ----------------- | --- |
| 1  | 2009年6月16日                   | 俄羅斯 | 梅德韦杰夫   | 葉卡捷琳堡        | “金砖四国”的首次峰会。 |
| 2  | 2010年4月15日                   | 巴西   | 魯拉         | 巴西利亚          | 邀請南非总统雅各布·祖玛。期间中共中央总书记、中国国家主席胡锦涛因为玉树地震中途回国。                                                                       |
| 3  | 2011年4月14日                   | 中國   | 胡锦涛       | 三亚              | 為南非首次參加與原先金磚四國之峰會 |
| 4  | 2012年3月29日                   | 印度   | 辛格         | 新德里            | 提出建设金磚國家海底電纜，作為金磚國家間通訊之用 |
| 5  | 2013年3月26—27日                | 南非   | 祖玛         | 德班              | 习近平自2012年11月接任中共中央总书记，成为最高领导人后，首次以中国国家元首的身份出席金砖峰会开幕式。                                                        |
| 6  | 2014年7月14—16日                | 巴西   | 羅塞夫       | 福塔雷萨          | 发表了《福塔莱萨宣言》，宣布成立金砖国家开发银行，初始资本为1000亿美元，由5个创始成员平均出资，总部设在中国上海。峰会邀請南美洲国家联盟領導人。             |
| 7  | 2015年7月8—9日                  | 俄羅斯 |              | 烏法              | 上海合作组织及欧亚经济联盟國家領導人參與峰會 |
| 8  | 2016年10月15—16日               | 印度   | 莫迪         | 帕纳吉            | 发布了《果阿宣言》。重申加强金砖国家伙伴关系。 |
| 9  | 2017年9月3—5日                  | 中國   | 习近平       | 厦门              | 发布了《厦门宣言》。建立首次外长正式会晤机制以及常驻联合国代表的定期磋商机制。推动建立电子口岸示范网络、电子商务工作组等合作平台。                          |
| 10 | 2018年7月25—27日                | 南非   | 拉馬福薩     | 約翰尼斯堡        | 发布了《约翰内斯堡宣言》主题是“金砖国家在非洲：在第四次工业革命中共谋包容增长和共同繁荣”。                                                                  |
| 11 | 2019年11月13—14日               | 巴西   | 博索纳罗     | 巴西利亚          | 发布了《巴西利亚宣言》主题是“金砖国家：经济增长打造创新未来”。                                                                                              |
| 12 | 2020年7月21—23日 2020年11月17日 | 俄羅斯 | 普京         | 圣彼得堡 视频会议 | 会晤主题为“维护全球稳定、共同安全和创新增长的金砖国家伙伴关系”，通过了《金砖国家领导人第十二次会晤莫斯科宣言》。                                            |
| 13 | 2021年9月9日                    | 印度   | 莫迪         | 视频会议          | 发布了《新德里宣言》主题是“金砖15周年：开展金砖合作，促进延续、巩固与共识”。                                                                                |
| 14 | 2022年6月23日                   | 中國   | 习近平       | 视频会议          | 会晤主题为“构建高质量伙伴关系，共创全球发展新时代” |
| 15 | 2023年8月22—24日                | 南非   | 拉马福萨     | 约翰内斯堡        | 会晤主题为“金砖国家与非洲：促进相互加速增长、可持续发展和包容性多边主义的伙伴关系” 由於俄羅斯總統普京因俄烏戰爭被國際刑事法院通緝，改由外交部長拉夫羅夫出席 |
| 16 | 2024年10月22—24日               | 俄羅斯 | 普京         | 喀山              | |
| 17 | 2025年7月6日—7日                | 巴西   | 魯拉         | 里約熱內盧        | 本屆中國代表由國務院總理李強出席 俄羅斯繼續由外交部長拉夫羅夫出席，但總統普京仍然以視像形式參與                                                             |
| 18 | 2026年月日                      | 印度   | 莫迪         |                   | |

此外，2011年11月至2019年6月，金砖国家领导人分别在G20峰会期间进行了九次非正式会晤。

## 各成員現任領導人

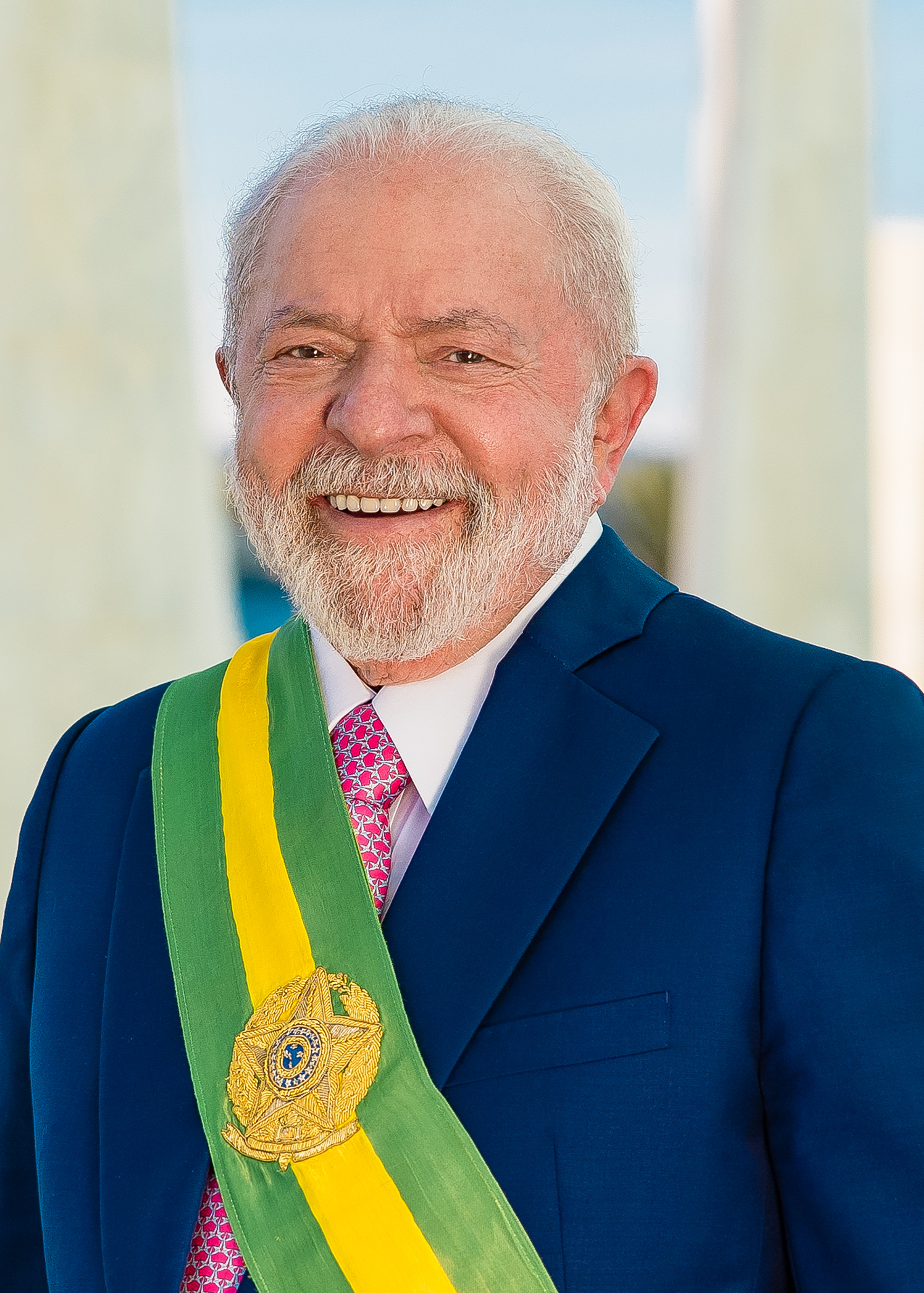
巴西 總統 路易斯·伊納西奧·盧拉·達席爾瓦
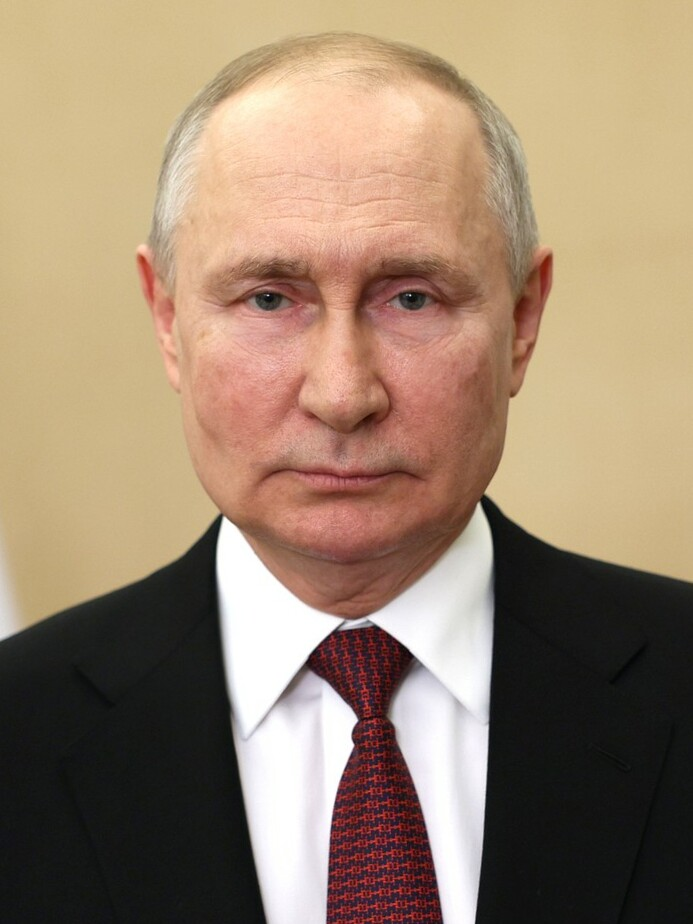
俄羅斯 總統 弗拉基米尔·普京
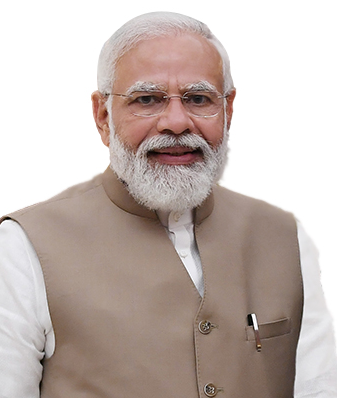
印度 總理 纳伦德拉·莫迪
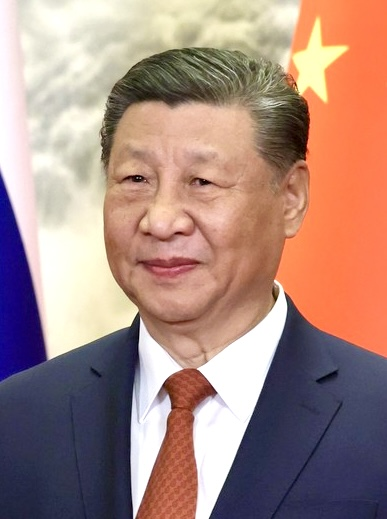
中國 中共中央總書記、國家主席 习近平[a]
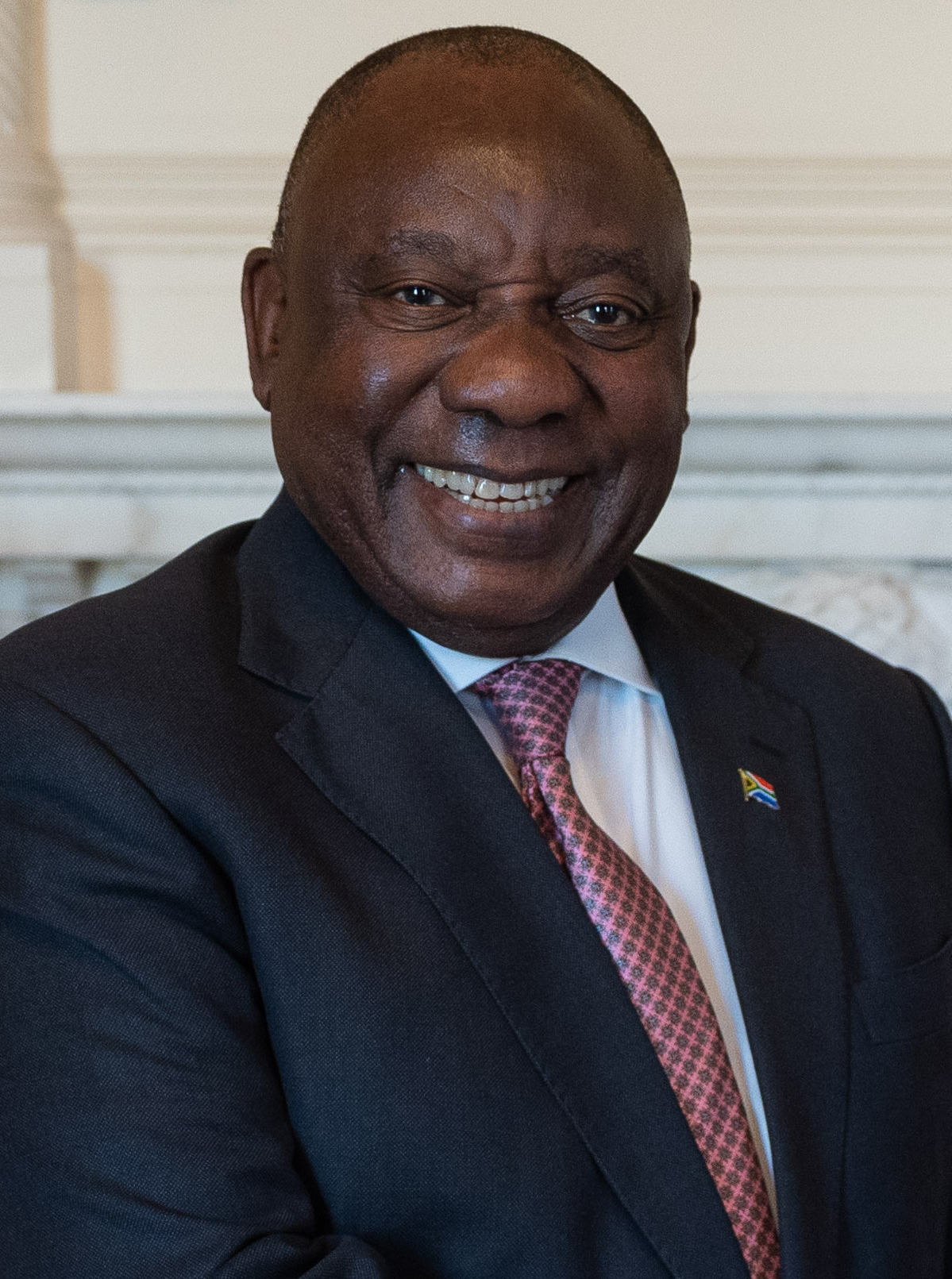
南非 總統

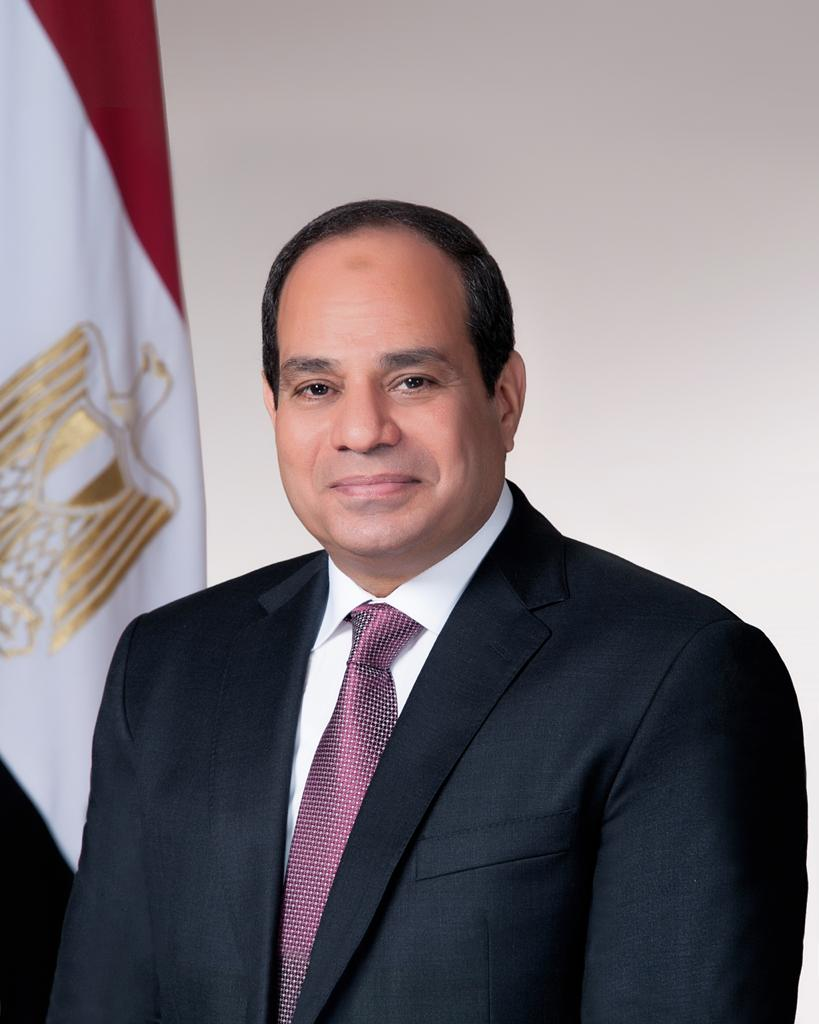
埃及 總統 阿卜杜勒-法塔赫·塞西
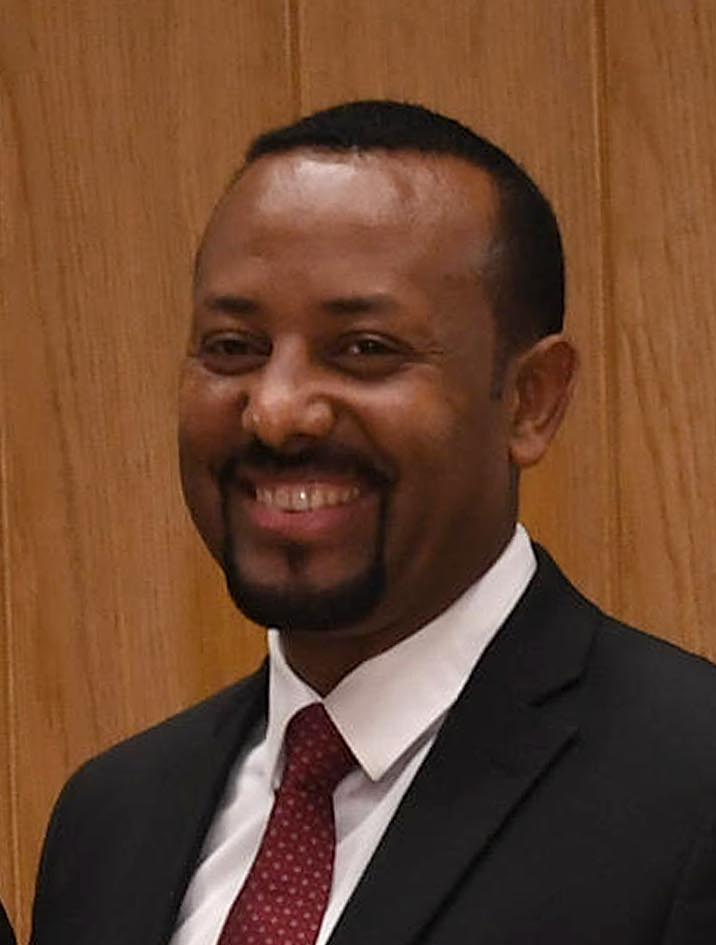
埃塞俄比亚 總理 阿比·艾哈邁德
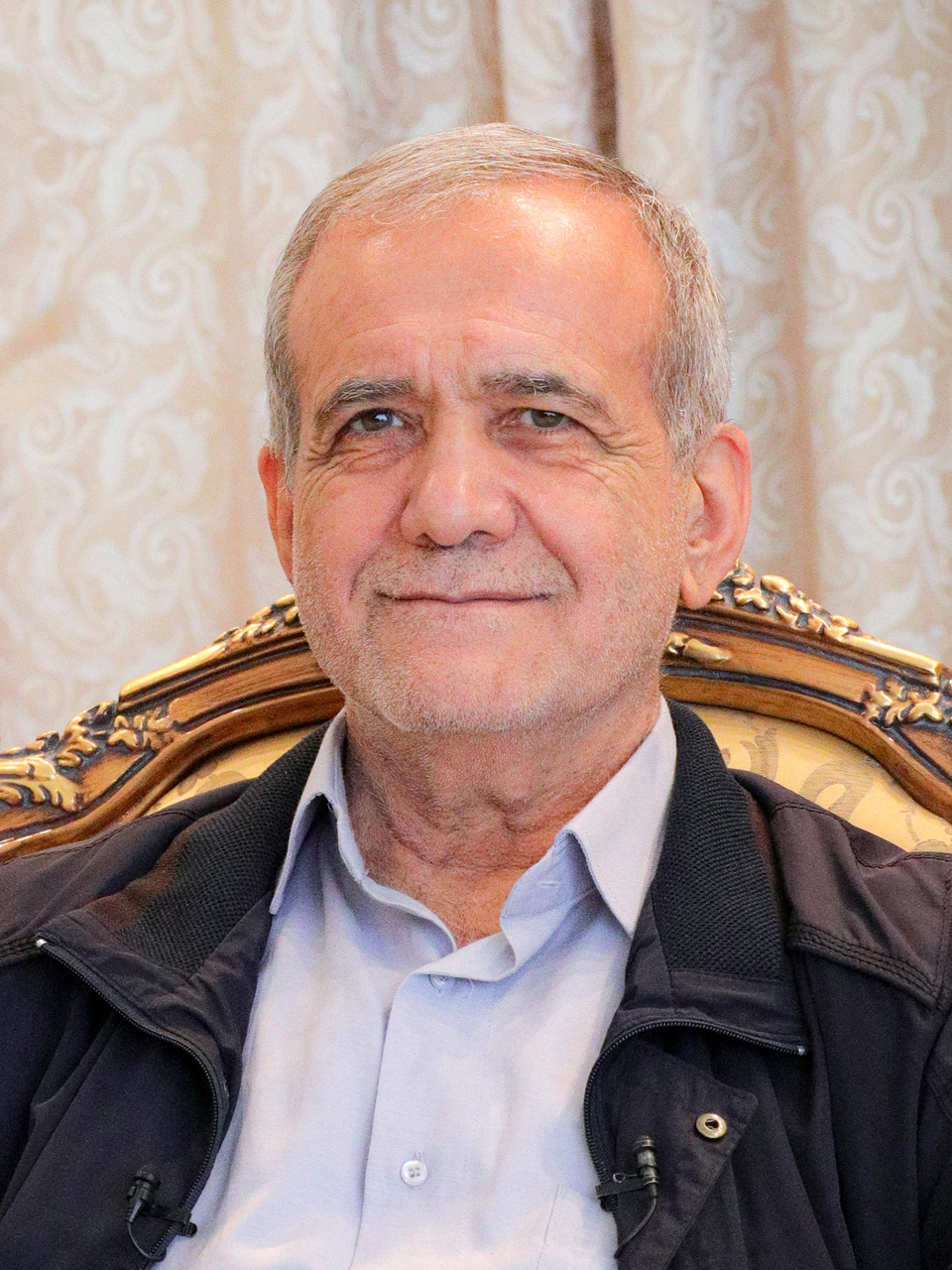
伊朗 總統 马苏德·佩泽希齐扬[b]
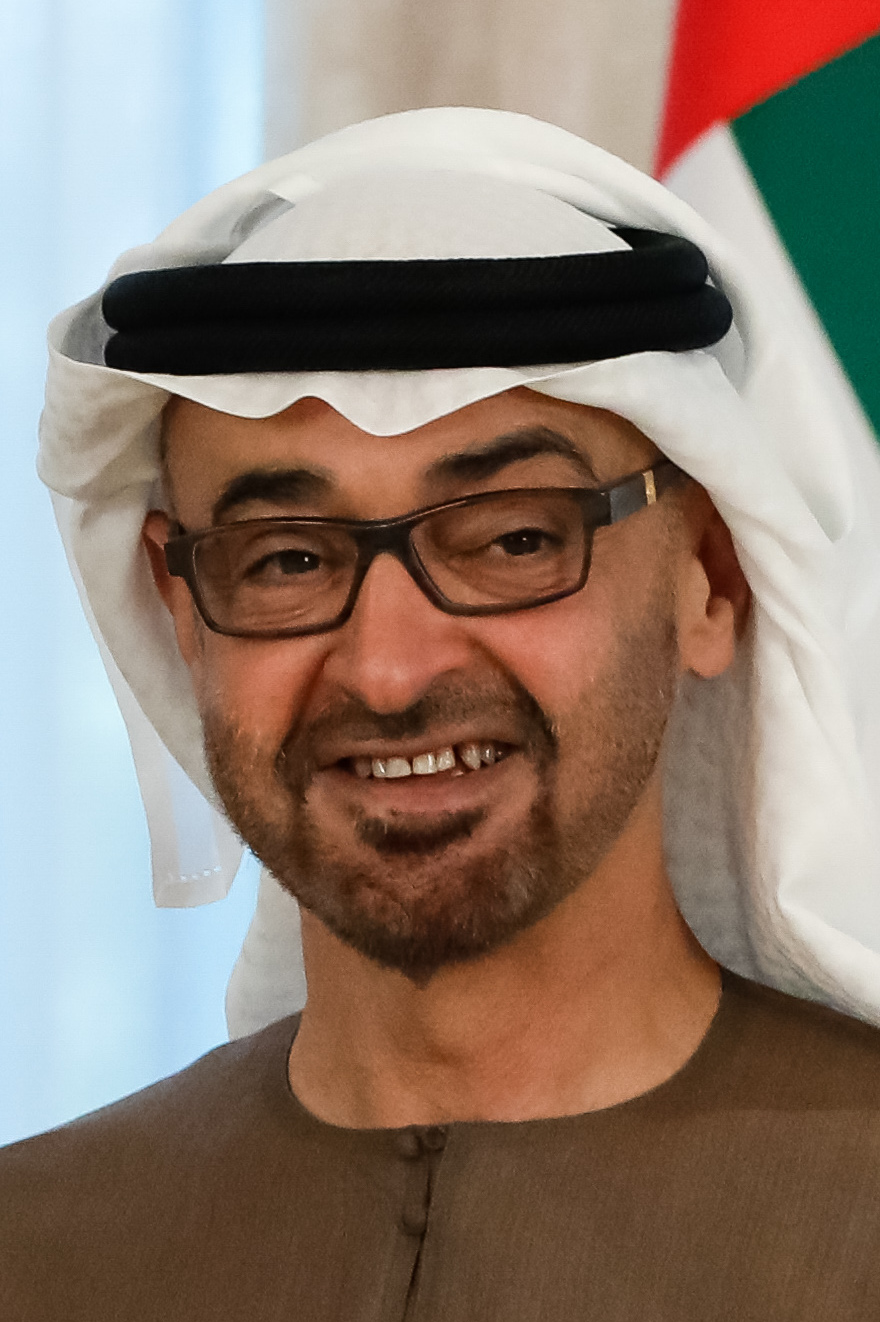
阿联酋 总统 穆罕默德·本·扎耶德·阿勒納哈揚
印度尼西亚 总统 普拉博沃·苏比延多

## 经济指标

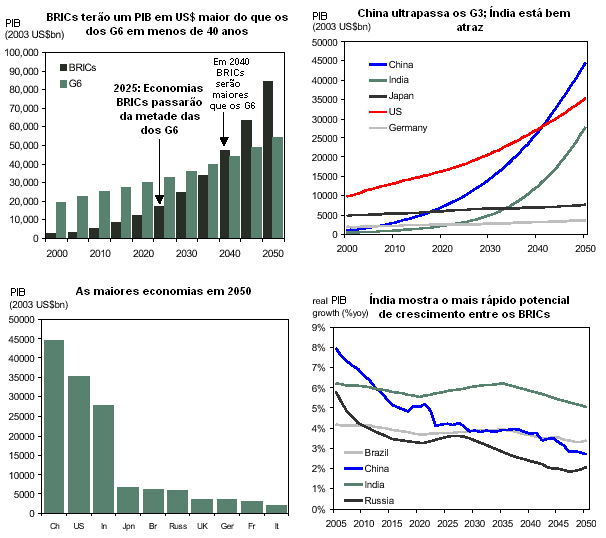
金砖国预测（2005年）

近年来，大部分金砖国家的经济都出现一定程度的衰退。受油价下跌和西方国家因克里米亞危機的制裁所影响，2014年俄罗斯国内生产总值萎缩0.6%，2015年第二季萎缩4.6%，第三季萎缩4.1%，卢布兌美元一度贬值至70元的水平。2015年巴西国内生产总值连续三个季度，第三季同比萎缩4.5%，财政预算赤字创20年来最高。南非的经济增长亦继续放缓，2015年第三季国内生产总值仅增长0.7%，增长乏力且前景黯淡。中国的经济也在2014年後出现了下行，国内生产总值增长率滑落到7%以下。如今金砖国家中只有中国和印度仍然维持较稳健的经济水平。高盛在2015年因表现不佳，关闭了旗下的金砖国家（BRICs）基金。
| 地区     | 2016年 | 2016年    | 2010年    | 2010年    | 2005年   | 2005年    | 2000年   | 2000年    |
| 地区     | GDP    | 比重（%） | GDP       | 比重（%） | GDP      | 比重（%） | GDP      | 比重（%） |
| -------- | ------ | --------- | --------- | --------- | -------- | --------- | -------- | --------- |
| 联合国   | 75,544 | 100       | 63,049    | 100       | 45,719   | 100       | 32,244   | 100       |
| 金磚國家 | 16,836 | 23        | 11,539.05 | 18.30     | 5,036.85 | 11.02     | 2,697.95 | 8.37      |
| 巴西     | 1,796  | 2.38      | 2,087.89  | 3.31      | 882.04   | 1.93      | 644.73   | 2.00      |
| 俄羅斯   | 1,283  | 1.70      | 1,479.82  | 2.35      | 764.57   | 1.67      | 259.72   | 0.81      |
| 印度     | 2,263  | 3.00      | 1,729.01  | 2.74      | 840.47   | 1.84      | 467.79   | 1.45      |
| 中国     | 11,199 | 14.82     | 5,878.63  | 9.32      | 2,302.72 | 5.04      | 1,192.84 | 3.70      |
| 南非     | 295    | 0.39      | 363.70    | 0.58      | 247.05   | 0.54      | 132.88   | 0.41      |

## 未来扩大
2022年，阿根廷确认应东道国中国邀请出席2022年金砖国家领导人会晤，并表示希望永久加入该集团。金砖国家领导人第十四次会晤后，伊朗和阿根廷已就加入金砖国家提交申请。沙特阿拉伯对成为金砖国家的正式成员表示强烈兴趣。
2023年8月8日，南非国际关系与合作部长娜莱迪·潘多尔在新闻发布会上表示，23个国家的领导人已正式表达加入金砖国家的意愿。娜莱迪·潘多尔称，这些国家包括阿尔及利亚、阿根廷、孟加拉国、巴林、白俄罗斯、玻利维亚、古巴、埃及、埃塞俄比亚、洪都拉斯、印度尼西亚、伊朗、哈萨克斯坦、科威特、摩洛哥、尼日利亚、巴勒斯坦、沙特阿拉伯、塞内加尔、泰国、阿拉伯联合酋长国、委内瑞拉和越南。
墨西哥、土耳其、巴基斯坦、乌拉圭、阿富汗、安哥拉、科摩罗、刚果（金）、加蓬、几内亚比绍、利比亚、缅甸、尼加拉瓜、南苏丹、苏丹、叙利亚、突尼斯、索马里、乌干达和津巴布韦等也表示有兴趣加入金砖国家。
2023年阿根廷大选之后，新任总统哈维尔·米莱于2023年12月29日确认阿根廷撤回加入申请。
2024年5月28日，泰国内阁会议批准泰国加入金砖国家的意向书草案，并准备于短期内提交正式申请。
2024年6月初，土耳其外長再度表達加入該集團的意願。同月26日，马来西亚加入金砖国家。金磚年度輪值主席國俄國外長拉夫羅夫並指出，該集團將暫時停止吸收新會員加入，而將致力於2023年以來新會員的整合。
2024年8月21日，阿塞拜疆外交部表示，阿塞拜疆已正式申請加入金磚國家合作機制。
阿尔及利亚曾于2023年提交加入金砖国家成员国的申请，但于2024年9月宣布撤回申请。
2024年10月5日，敘利亞方面申請加入金磚國家。但因敘利亞復興黨政權於2024年12月8日被推翻，未確定是否更動申請。

## 其他關係
2017年金砖国家厦门峰会提出“金砖+”概念，邀请新兴市场国家和发展中国家参与金砖国家合作，出席的有埃及、几内亚、墨西哥、塔吉克斯坦、泰国领导人。

## 接受度
根據蓋洛普2023年10月至12月進行的一項民意調查，全球近三分之一的人從未聽說過金磚國家，但西方國家對該聯盟的負面態度比其他國家要嚴重得多。最負面的態度出現在瑞典 (45%)、西班牙 (30%)、美國 (30%)、葡萄牙 (29%) 和烏克蘭 (29%)，而最正面的淨態度出現在俄羅斯 (38%) ） 、伊朗（37%）、奈及利亞（36%）、沙烏地阿拉伯（33%）和馬來西亞（32%）。在印度，36%的人對金磚國家持正面看法，29%的人持負面看法。

## 外部連結
- 官方网站